# Albatross (Maschine)
Albatross (deutsch „Albatros“) war der englische Deckname für eine sowjetische Rotor-Chiffriermaschine aus der Frühzeit des Kalten Krieges.

## Geschichte
Während des Zweiten Weltkriegs konnten alliierte Codebreaker, hauptsächlich im englischen Bletchley Park (GC&CS) sowie im amerikanischen Arlington Hall (SIS) beziehungsweise dem Navy Department  building in Washington (Op-20-G), große Erfolge gegen die von der deutschen Wehrmacht eingesetzte Schlüsselmaschine Enigma erzielen. Deren gelungene Entzifferung hat zweifellos den Verlauf des Krieges wesentlich beeinflusst.
Nur etwa zwei Jahre nach Kriegsende begannen sich mit dem heraufziehenden Kalten Krieg neue Fronten zu bilden. Potenzieller Gegner der USA wurde nun die Sowjetunion, die ihrerseits maschinelle Verschlüsselungen entwickelt hatte, die sich bereits während des Krieges als der deutschen Technik überlegen gezeigt hatten. Etwa ab Beginn der 1950er-Jahre, zur Zeit des Koreakriegs, nahmen die Amerikaner verschlüsselte Funksprüche auf, die sie nicht deuten konnten. Sie vermuteten, dass hier ein neues Verfahren eingesetzt wurde, dass sich für sie fatalerweise als „unbrechbar“ darstellte.
Es war Aufgabe der im Mai 1949 gegründeten Armed Forces Security Agency (AFSA), die die vorherigen separaten Dienste von Army, Navy und Air Force vereinte, sich dieser Herausforderung zu stellen. Aus amerikanischer Sicht war klar: Das Verfahren musste gebrochen werden. Hierzu wurde eine spezielle Arbeitsgruppe ins Leben gerufen, die Special Cryptologic Advisory Group (SCAG), „Spezielle kryptologische Beratungsgruppe“, deren Auftrag es war, nach Lösungen zu suchen. Die Gruppe bestand aus Akademikern und Personen mit Industrieerfahrung, vom Mathematiker bis zum Ingenieur. Im Jahr 1952 wurde ein weiteres Gremium gebildet, das Special Committee Advising on Mathematical Problems (SCAMP), „Sonderausschuss zur Beratung bei mathematischen Problemen“. Im selben Jahr, im November 1952, entstand die National Security Agency (NSA), was zu einer grundlegenden Zusammenfassung sämtlicher Nachrichtendienste der USA führte. Kurz darauf wurde das NSA Scientific Advisory Board (NSASAB) als wissenschaftlicher Beirat der NSA gebildet.
Es dauerte fast bis zum Ende der 1950er-Jahre, bis die NSA zusammen mit ihrem, in Nachfolge der GC&CS ebenfalls neu entstandenen, britischen Pendant, den GCHQ, endlich einen gemeinsamen kryptanalytischen Angriff auf die sowjetische Schlüsselmaschine startete.
Soweit bekannt, glückte ihnen jedoch weder ein Einbruch in die Verschlüsselung noch gelang es, die mysteriöse Maschine zu identifizieren oder deren Aufbau und Funktionsweise zu erschließen. Man konnte noch nicht einmal sagen, ob es sich um eine Variante der deutschen Enigma oder eher um eine sowjetische Version der amerikanischen Electric Cipher Machine (ECM) handelte, also der Sigaba, die die Amerikaner selbst (in der damaligen Zeit vermutlich zu Recht) für „unknackbar“ hielten. Aber allen war klar, dass ein Codebreaker großen Ruhm ernten konnte, falls ihm der Einbruch gelang. Doch Albatross blieb „unauswertbar“. Im Original: Albatross remained unexploitable.
Nachfolgerin der Albatross wurde die ab 1956 eingeführte Fialka („Veilchen“).